# روس تايلور (لاعب كريكت نيوزلندي)
روس تايلور (8 مارس 1984 في نيوزيلندا - ) (بالإنجليزية: Ross Taylor)‏ هو لاعب كريكت نيوزلندي. شارك مع منتخب نيوزيلندا الوطني للكريكت. أما مع فريق رياضي، فقد لعب مع فريق فكتوريا للكريكت ورويال تشالنجرز بنغالور وراجستان رويالز ونادي مقاطعة دورهام للكريكت ‏ وPune Warriors India ‏ وCentral Districts cricket team ‏ ودلهي كابيتالز.

## وصلات خارجية
- روس تايلور على موقع إي آس بي آن كريك إنفو (الإنجليزية)